# Maurice Pic
Maurice Pic, né le 15 février 1913 à Saint-Christol (Vaucluse) et mort le 30 janvier 1991 à Montélimar (Drôme), est un enseignant et homme politique français. Membre de la SFIO puis du PS, il est secrétaire d'État sous la IVe République, ainsi que député, et deux fois sénateur.

## Biographie
Professeur d'histoire-géographie à Beauvais, Maurice Pic est nommé en 1944 au lycée de Montélimar, ce qui détermine la suite de sa carrière politique. Il est maire de Châteauneuf-du-Rhône (1945-1959) puis de Montélimar (1959-1989), sénateur SFIO, de la Drôme dès 1948. Il préside le conseil général de 1957 à 1985. Secrétaire d'état à l'intérieur de 1956 à 1958 sous les Gouvernements Guy Mollet, Maurice Bourgès-Maunoury et Félix Gaillard, député de 1958 à 1971, puis à nouveau sénateur (1971-1989), il est secrétaire général de l'Association des maires de France et président de la Fédération nationale des élus socialistes et républicains, un grand notable de la SFIO puis du Parti Socialiste. Battu par Thierry Cornillet (UDF-radical) aux cantonales de 1985 et aux municipales de 1989, il quitte le conseil municipal à la fin de son mandat sénatorial (septembre 1989) où il est remplacé par un de ses proches Jean Besson.
Ses deux filles (Danièle et Anne-Marie) ont également eu des engagements politiques dans le département : Danièle Pic fut maire de Saint-Jean-en-Royans de 2008 à 2014  et conseillère départementale du canton de Saint-Jean-en-Royans de 1998 à 2011 (décédée en 2020) ; Anne-Marie Rème-Pic fut conseillère départementale du canton de Montélimar-2 de 2004 à 2015  et conseillère municipale de Montélimar de 2001 à 2014.

## Décoration
- Croix de guerre 1939–1945
- Officier de la Légion d'honneur

## Fonctions
- Secrétaire d'État à l'Intérieur du gouvernement Guy Mollet (du 31 janvier 1956 au 21 mai 1957)
- Secrétaire d'État à l'Intérieur du gouvernement Maurice Bourgès-Maunoury (du 17 juin au 30 septembre 1957)
- Secrétaire d'État à l'Intérieur du gouvernement Félix Gaillard (du 11 novembre 1957 au 15 avril 1958), étendu au 14 mai 1958.
- Président du Conseil Général de la Drôme de 1955 à 1985
- Député socialiste de la Drôme de 1958 à 1971
- Sénateur socialiste de la Drôme de 1948 à 1958 puis de 1971 à 1989
- Maire de Montélimar (1959-1989)